# Kustolove Perșe, Novi Sanjarî
Kustolove Perșe (în ucraineană Кустолове Перше) este un sat în comuna Mala Pereșcepîna din raionul Novi Sanjarî, regiunea Poltava, Ucraina.

## Demografie
Componența lingvistică a localității Kustolove Perșe
     Ucraineană (96,3%)
     Rusă (3,7%)
Conform recensământului din 2001, majoritatea populației localității Kustolove Perșe era vorbitoare de ucraineană (96,3%), existând în minoritate și vorbitori de rusă (3,7%).